# سارکیس کاسیان
سارگیس هوهانسی کاسیان (ارمنی: Սարգիս Հովհաննեսի Կասյան (Քոսեան)؛ ۲۸ ژانویهٔ ۱۸۷۶ – ۰ دسامبر ۱۹۳۷) یک روزنامه‌نگار، سیاستمدار و انقلابی عضو حزب کمونیست اهل ارمنستان که از دسامبر ۱۹۲۰ تا آوریل ۱۹۲۱ به عنوان وزیر کشاورزی خدمت نمود.